# Force aérienne et défense anti-aérienne de Bosnie-Herzégovine
La Force aérienne et défense anti-aérienne de Bosnie-Herzégovine (Bosnien: Brigada zračnih snaga i protivzračne odbrane, Croate: Brigada zračnih snaga i protuzračne obrane, Serbe: Бригада ваздушних снага и противваздушне одбране) est la composante aérienne des Forces armées de Bosnie et d'Herzégovine.

## Histoire
La Bosnie a commandé six drones Bayraktar TB2 en 2024 pour renforcer ça flotte aérienne quasi inexistante, les livraisons devront venir probablement en 2025.

## Aéronefs
Les appareils en service en 2021 sont les suivants :
| Mil Mi-8 & Mil Mi-17 | Union soviétique | Hélicoptère de transport                   | 6 |                                                                                |
| Soko Partizan        | France           | Hélicoptère de reconnaissance et de combat | 8 | SA-341M et SA-342P. Aérospatiale Gazelle 341/42 fabriqué sous licence par SOKO |
| Bell UH-1 Iroquois   | États-Unis       | Hélicoptère de transport                   | 5 | UH-1H                                                                          |